# Équipe spéciale
Pour plus de détails, voir Fiche technique et Distribution.
Équipe spéciale (La polizia è sconfitta) est un film italien réalisé par Domenico Paolella, sorti en 1977.

## Synopsis
Dans la ville de Bologne, le commissaire Grifi (Marcel Bozzuffi) traque le criminel Valli (Vittorio Mezzogiorno) qui gère une organisation spécialisée dans le racket et l'extorsion auprès des commerçants de la ville. Avec la participation de l'agent Broghi (Riccardo Salvino), Grifi obtient le droit de créer une brigade spéciale, composé notamment de policiers à moto, afin de faire tomber Valli et sa bande.

## Fiche technique
- Titre : Équipe spéciale
- Titre original : La polizia è sconfitta
- Réalisation : Domenico Paolella
- Scénario : Domenico Paolella et Dardano Sacchetti
- Photographie : Marcello Masciocchi
- Montage : Amedeo Giomini
- Musique : Stelvio Cipriani
- Décors : Carlo Leva
- Société(s) de production : Produzioni Atlas Consorziate
- Pays d'origine :  Italie
- Langue : Italien
- Format : Couleur
- Genre : Néo-polar italien
- Durée : 90 minutes
- Dates de sortie :  Italie : 28 juillet 1977

## Distribution
- Marcel Bozzuffi : le commissaire Grifi
- Vittorio Mezzogiorno : Valli
- Riccardo Salvino : Brogi
- Alfredo Zammi : Corsi
- Pasquale Basile : Marchetti
- Eolo Capritti (it) : Bertini
- Claudia Giannotti : Anna
- Nello Pazzafini : le Tunisien
- Francesco Ferracini : Platania
- Renato Basso : un flic de l'équipe de Grifi
- Andrea Aureli : le propriétaire du bar
- Tito LeDuc (it) : Pierre
- Goffredo Unger (it) : un homme de Valli

## Tournage
Le film a été tourné dans les villes de Rome et de Bologne.